# جوان هيشت
جوان هيشت (بالإنجليزية: Joan Hecht)‏ مؤلفة إنسانية أمريكية حائزة على جوائز عن كتاب رحلة الأولاد المفقودين. وهي أيضا مؤسس ورئيس تحالف الأولاد السودانيين المفقودين، وهي منظمة تساعد في تلبية الاحتياجات الصحية والتعليمية للبنين المفقودين وأسرهم الذين يعيشون في الولايات المتحدة وأفريقيا. سافرت هيشت سابقًا كمغني احتياطي لجوني فان زانت باند وبدأت التسجيل مهنيا في سن 14. ومع ذلك، اشتهرت بعملها المرتبط بأطفال السودان المفقودين، بما في ذلك المشاركة في الخطابة نيابة عنهم ونيابة عن شعب جنوب السودان، فضلاً عن تأليف كتاب حائز على جائزة عنهم بعنوان «رحلة الأولاد المفقودين».

## سيرة شخصية
واجهت هيشت لأول مرة الأطفال المفقودين في عام 2001، عندما استقر 85 من حوالي 3800 لاجئ انتقلوا إلى الولايات المتحدة في جاكسونفيل بولاية فلوريدا. أصبحت هيشت مرشداً لأولاد السودان المفقودين وواصلت مساعدة الأولاد المفقودين وشعب جنوب السودان على أساس تطوعي، حيث يتأقلمون مع الحياة في الولايات المتحدة ويكافحون لمساعدة أفراد العائلة والأصدقاء المتبقين في جنوب السودان. قبل لقائها بفريق «أولاد السودان المفقودين»، عملت هيشت كمدير تنفيذي في المبيعات والتسويق، وأيضاً كمغني محترف، حيث دعتم جوني فان زانت [الإنجليزية]. في عام 2002، بعد وفاة إحدى اللاجئات ممن تبنتهم بشكل غير رسمي - بعد فشل عملية زراعة الكبد، استلهمت هيشت فكرة إنشاء مؤسسة للمساعدة اللاجئين.
وفي عام 2004، أسست التحالف من أجل الأولاد السودانيين المفقودين، وهي تعمل كمديرة للمنظمة، التي تقدم المساعدات لتلبية الاحتياجات التعليمية والطبية للاجئين في الولايات المتحدة وكذلك في أفريقيا، حيث توفر أيضاً احتياجات البقاء الأساسية وتساعد في تمويل بناء العيادات والمدارس، والإسكان في دور الأيتام والمستشفيات، وحفر ثمانية آبار للمياه توفر مياه الشرب النظيفة لآلاف القرويين الريفيين. في عام 2005، أصدرت كتاب "رحلة الأولاد المفقودين"، وهو سرد لتجارب هؤلاء اللاجئين، والذي حصل على «المركز الأول في التعليم» وحصلت هيشت على لقب «مؤلف العام لعام 2005» من قبل منظمة الترويج للكتاب المتميزين في الماندرين. كما أنها كانت منذ عام 2007 رئيسة المتطوعين للتعليم في مجلس إدارة الشبكة الوطنية للبنين والبنات المفقودين في السودان، ومقرها واشنطن العاصمة.

## الأوسمة والجوائز
في عام 2007، أطلق بنك أوف أمريكا على هيشت اسم «الأبطال المحليين» لجهودها الإنسانية، وفي أوائل عام 2008، منح معلمو ولاية صن شاين للغة الإنجليزية للمتحدثين بلغات أخرى في فلوريدا هيشت جائزة رئيسها لنفس. في أكتوبر 2008، أطلق حاكم ولاية فلوريدا شارلي كريست على هيشت اسم «نقطة الضوء» لعملها مع اللاجئين، معلقًا على أنه «على مدى السنوات السبع الماضية، عملت جوان بلا كلل نيابة عن أولاد السودان المفقودين.... وقد ساعدت جهودها لتوفير فرص التوجيه الشباب السوداني على اكتشاف أحلامهم وإمكاناتهم». كما حصلت هيشت على جائزة نقاط الضوء من المعهد الوطني لنقاط النور الذي اسسه الرئيس جورج بوش الأب. ظهرت هيشت وعائلتها، جنبا إلى جنب مع الأولاد المفقودين المحلية في مجلة Family Fun الخاصة بشركة  ديزني في نوفمبر 2007، التي بالتنسيق مع شبكة «الأيدي على الشبكة»، اختارهم كفائزين بجائزة عام 2007 الكبرى في «مسابقة متطوعي المرح العائلي».

## روابط خارجية
- تحالف الأولاد السودانيين المفقودين نسخة محفوظة 14 سبتمبر 2019 على موقع واي باك مشين.
- رحلة الأولاد المفقودين نسخة محفوظة 4 أغسطس 2018 على موقع واي باك مشين.
- مراجعة كتاب MyShelf.com